# Kraljevska palača u Amsterdamu
Kraljevska palača u Amsterdamu (nizozemski: Koninklijk Paleis van Amsterdam ili Paleis op de Dam) je jedna od tri kraljevske palače nizozemske monarhije. Nalazi se na zapadnoj strani trga Dam u središtu Amsterdama, a dizajnirao ju je 1648. godine arhitekt Jacob van Campen kao gradsku vijećnicu. Kada je kralj Luj I. Bonaparte 1808. godine došao u Amsterdam dao je preurediti tadašnju vijećnicu u kraljevsku palaču. Tijekom godina zgrada je bila jedna od mnogih kandidata za titulu „Osmog svjetskog čuda”, a jedno duže vrijeme bila je najveća upravna zgrada u Europi.
Iako je palača još uvijek službena kraljevska rezidencija kraljevska obitelj živi u Haagu. Kralj Willem-Alexander ovdje ipak održava povremene službene prijeme. 

## Povijest
Palača je izgrađena kao gradska vijećnica u Amsterdamu i kao takvu je 29. srpnja 1655. otvorio Cornelis de Graeff, tadašnji gradonačelnik Amsterdama. Sagradio ju je Jacob van Campen koji je upravljao projektom izgradnje od 1648. god. Izgrađena je s 13.659 drvenih greda i koštala je 8,5 milijuna guldena. Žućkasti pješčenjak je značajno potamnio tijekom vremena, a mramor je odabran kao materijal za interijer. Osobito u interijeru se može zamijetiti kako je Jacob van Campen bio je inspiran rimskim administrativnim palačama i javnim zgradama. Želio je izgraditi novi kaptol za amsterdamske gradske očeve koji su se smatrali konzulima „Novog Sjevernog Rima”. Izgradnju je nadgledao gradski inženjer Daniël Stalpaert, a skulpture je izradio Artus Quellijn iz Antwerpena. Interijer, fokusiran na moć i prestiž Amsterdama, završen je kasnije. Slike unutar palače izradili su Govert Flinck, Jacob Jordaens, Jan Lievens i Ferdinand Bol. Rembrandtovo najveće djelo, Urota Klaudija Civilisa je odabrano za palaču, ali nakon što je bilo izloženo u palači par mjeseci, vraćeno je umjetniku; ostatak fragmenata je trenutno u Stockholmu. 
Nakon patriotske revolucije koja je oduzela moć dinastiji Orange-Nassau, nova Batavijska Republika je samo desetak godina kasnije morala prihvatiti Luja Napoleona, brata Napoleona Bonaparte, kao kralja Luju I. od Holandije 1806. god. Nakon sazivanja suda u Haagu i Utrechtu, Lujo Napoleon preselio se u Amsterdam i pretvorio gradsku vijećnicu u svoju kraljevsku palaču. Iz tog razdoblja datira većina namještaja, lustera i satova palače.
Nakon što je Napoleon svrgnut s vlasti 1813., princ Vilim VI. vratio se u Nizozemsku i vratio palaču njezinim izvornim vlasnicima. No, nakon što je okrunjen za kralja Vilima I. od Nizozemske, proglasio je Amsterdam službenom prijestolnicom Ujedinjene kraljevine Nizozemske (sjedišta uprave bili su Bruxelles i Haag). Novi kralj istaknuo je važnost postojanja palače u glavnom gradu i gradska vijećnica je ponovno postala kraljevskom palačom.
Središnja dvorana palače (Burgerzaal) bila je mjestom službene ceremonije prijenosa suverenosti Nizozemske nad Indonezijom, koju su predstavljali kraljica Juliana i potpredsjednik Indonezije Muhamed Hata. Palaču su koristili monarsi za zabavu i službene funkcije tijekom državnih posjeta i drugih službenih prijema, kao na primjer novogodišnji prijem. Dodjele nagrada: Erazmusove nagrade, Srebrnog karanfila, Kraljevske nagrade za slikanje i Nagrada princa Klausa, takođe su održavane u palači. Balkon kraljevske palače korišten je i tijekom krunidbe kraljice Beatrix 1980. godine, kada je njezina majka Juliana proglasila narodu novu kraljicu. Palača je obnavljana od 2005. do lipnja 2009. god. od kada je otvorena i za javnost.

## Odlike
Na mramornom podu glavne dvorane su dvije karte svijeta s prikazom zapadne i istočne zemljine polutke iz 18 st. koje su zamijenile starije iz kasnijih 1650ih. One detaljno prikazuju predjele amsterdamskih kolonijalnih posjeda. Zemaljske hemisfere napravljene su sredinom 18. veka. Na vrhu palače nalazi se velika kupola prekrivena vremenskim vjetrokazom u obliku šiljastog broda, simbola Amsterdama. Točno ispod svoda nalazi se nekoliko prozora odakle se može vidjeti dolazak i odlazak brodova iz luke. U kupoli je poznato zvono koje su načinili François i Pieter Hemony 1664. god. u Amsterdamu. 

## Vanjske poveznice
|  | Zajednički poslužitelj ima još gradiva o temi Kraljevska palača u Amsterdamu |